# Дольский, Ян Кароль
Ян Кароль Дольский (пол. Jan Karol Dolski; 1637 — 29 апреля 1695) — государственный и военный деятель Великого княжества Литовского, подстолий слонимский (с 1656 года), подкоморий пинский (1662—1666) и маршалок пинский (1666—1676), кравчий великий литовский (1670—1676), подчаший великий литовский (1676—1685), маршалок надворный литовский (1685—1691) и маршалок великий литовский (1691—1695), полковник королевский, староста пинский и волковысский, администратор Олыцкой экономии.
Происходил из княжеского рода Дольских. Сын князя Николая Дольского (ок. 1610—1647), хорунжия пинского, и Елены Ельской.

## Биография
Участник войн Речи Посполитой со Швецией, Русским государством и Османской империей. В 1656 году во время Шведского потопа подстолий слонимский князь Ян Кароль Дольский во главе собственной хоругви участвовал в трёхдневной битве со шведами под Варшавой. Принимал участие в военных кампаниях русско-польской войны (1654—1667).
В 1666 году королевский полковник Ян Кароль Дольский на стороне правителя Речи Посполитой Яна II Казимира Вазы участвовал в борьбе с рокошанами Ежи Себастьяна Любомирского. В 1667 и 1668 годах избирался послом на сеймы.
В 1669 году князь Ян Кароль Дольский подписал элекцию (избрание на престол) Михаила Корибута Вишневецкого. В 1670 году получил должность кравчего великого литовского. В ноябре 1673 года принимал участие в разгроме польской армией под командованием Яна Собеского турецких войск в битве под Хотином, в следующем 1674 году подписал элекцию Яна III Собесского. В 1676 году был избран послом на сейм и назначен подчашим великим литовским. В 1685 году Ян Кароль Дольский был назначен маршалком надворным литовским, а в 1691 году стал маршалком великим литовским.
В 1690 году получил от правительства Речи Посполитой земли под Пинском, в предместье которого построил замок Каролин. Основал монастыри и коллегиумы для монашеского ордена Пиаристов в Дубровице в 1684 году и Любяшове (Новом Дольске) в 1686 году.
В конце жизни Ян Кароль Дольский получил графский титул.

## Семья
Ян Кароль Дольский был дважды женат. Его первой женой была Ельжбета Остророг (ум. 1684). Дети:
Анна, Теодор, Игнацый, Томаш, Ян, Марианна, Юзеф и Катажина (1680—1725), жена с 1695 года Михаила Сервация Вишневецкого (1680—1744), великого гетмана литовского и великого канцлера литовского.
Вторым браком женился на Анне Ходоровской (ум. 1711), дочери подкоморного литовского Кшиштофа Ходоровского и Анны Яблоновской, вдове князя Константина Кшиштофа Вишневецкого. Дети: Марианна, Станислав и Ян.
Семь сыновей и три дочери Яна Кароля Дольского скончались во младенчестве. Смогла выжить только одна дочь от первого брака, Катажина, вышедшая замуж за князя Михаила Сервация Вишневецкого, который приходился пасынком самому Яну Дольскому, будучи сыном его второй жены Анны Ходоровской от первого брака.
Ян Кароль Дольский был последним мужским представителем княжеского рода Дольских. После его смерти все владения Дольских унаследовал Михаил Серваций Вишневецкий, муж Катажины Дольской.